# Clavius (cràter)

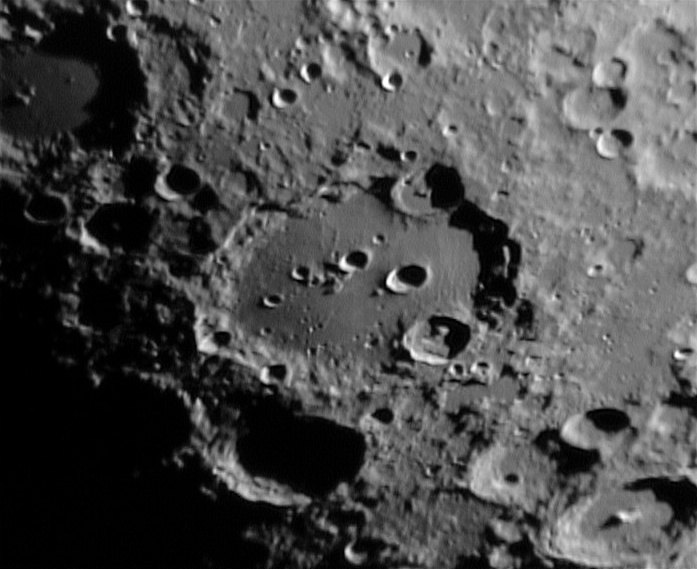
Vista de Clavius des de la Terra

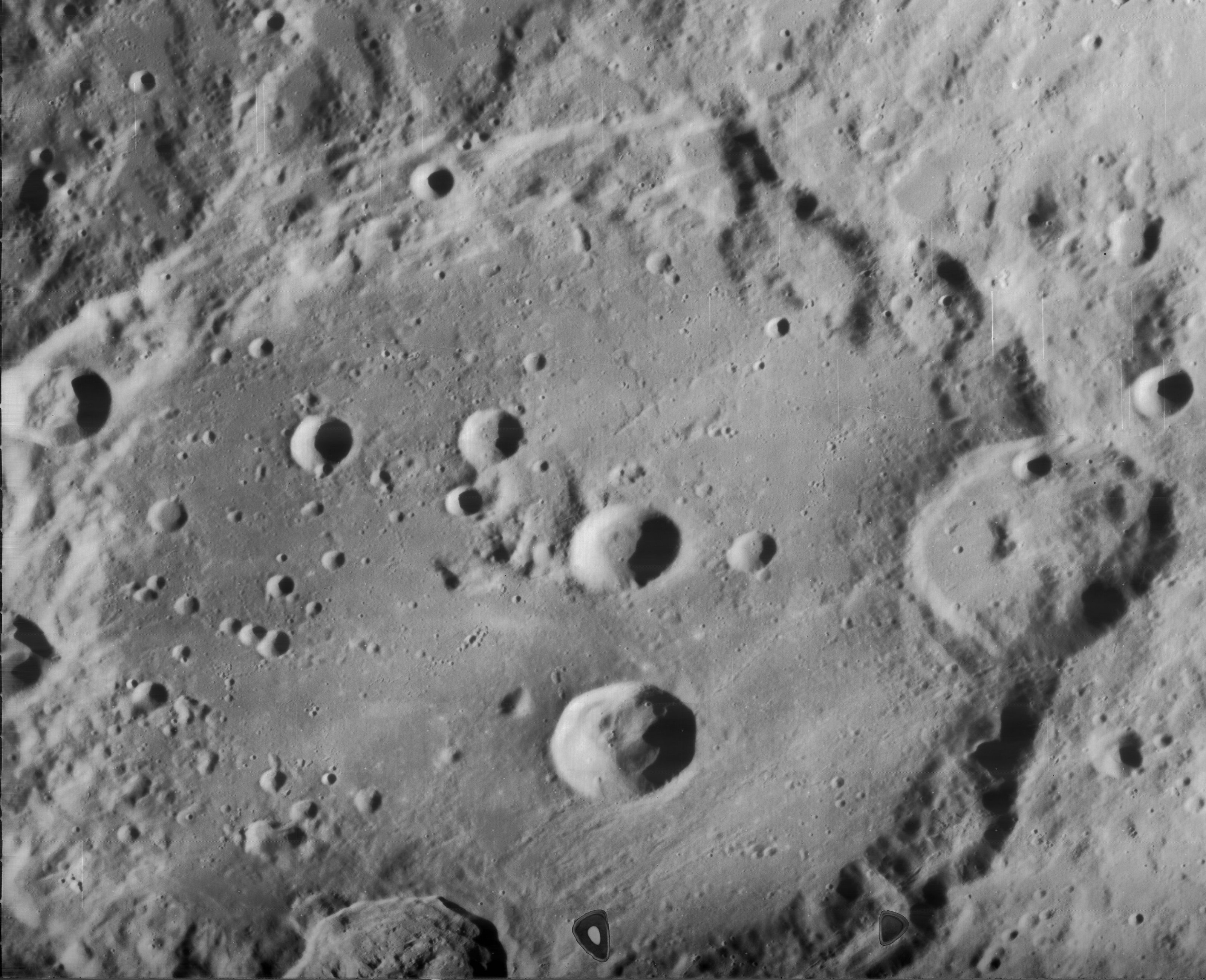
Fotografia de la missió Lunar Orbiter 4 (1967)

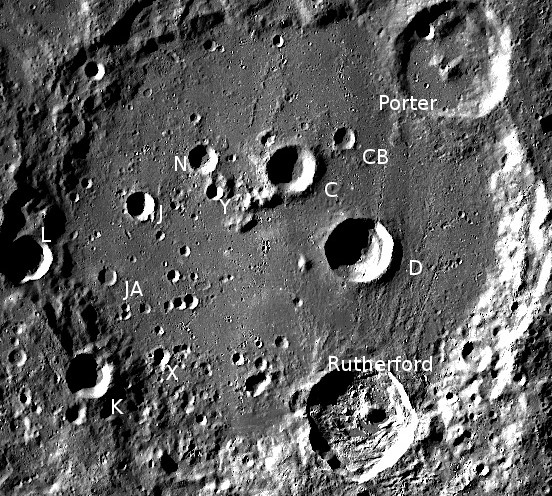
Fotografia de la missió Lunar Reconnaissance Orbiter

Clavius és un dels cràters de majors dimensions que posseeix la Lluna, i per la seva grandària és el tercer cràter més gran del costat visible de la mateixa. Es troba a les terres altes rugoses del sud de la superfície lunar, al sud del prominent cràter Tycho. El cràter ha estat denominat en honor del sacerdot jesuïta Christopher Clavius, un matemàtic i astrònom alemany del segle xvi.
| A causa de la seva ubicació propera a l'extremitat sud lunar, el cràter vist des de la Terra apareix elongat per efecte de l'escorç. Donada la seva gran grandària, Clavius es pot detectar a simple vista, apareixent com una osca prominent en el terminador 1 o 2 dies després que la Lluna aconsegueix la primera fase. El cràter és una de les formacions més antigues en la superfície lunar i és probable que es formés durant el Període Nectarià fa aproximadament uns 4.000 milions d'anys. Malgrat la seva edat, el cràter està bastant ben conservat. Té una paret exterior relativament baixa en comparació de la seva grandària, i està molt desgastada i picada de verola per cràters posteriors. El brocal no sobresurt de manera significativa del terreny circumdant, fent d'aquesta formació una "depressió entre parets". La superfície interior de la vora és muntanyenca, amb nombroses osques i amplària variable, apareixent la part més escarpada en l'extrem sud. La vora en el seu conjunt té un contorn lleugerament poligonal. El sòl del cràter forma una plana convexa que està marcada per alguns impactes de cràters interessants. El més notable d'ells és una cadena de cràters corbada que comença amb Rutherfurd en el sud, i continua en sentit contrari al de les agulles del rellotge formant una seqüència de diàmetres cada vegada més reduïts. De major a menor, aquests cràters es designen Clavius D, C, N, J, i JA. Aquesta seqüència de cràters de grandàries decreixents ha demostrat ser una eina útil per als astrònoms aficionats que vulguin provar la resolució òptica dels seus petits telescopis. El sòl del cràter conserva un romanent reduït d'un massís central, que es troba entre Clavius C i N. La suavitat relativa del sòl i la grandària mínima dels pics centrals pot indicar que la superfície del cràter es va formar algun temps després de l'impacte inicial. Els cràters propers notables inclouen a Scheiner cap a l'oest; a Blancanus cap al sud-oest; a Maginus en el nord-est, i a Longomontanus al nord-oest. El cràter Rutherfurd es troba íntegrament dins de la vora del sud-est, mentre que Porter se superposa a la paret nord-est. El cràter més petit Clavius L travessa la vora occidental, i Clavius K irromp a través de la vora del costat oest-sud-oest. |

## Cràters satèl·lit
Per convenció aquests elements són identificats en els mapes lunars posant la lletra en el costat del punt central del cràter que està més prop de Clavius.
|         | \| Clavius \| Coordenades \| Diàmetre \| \| ------- \| ------------------------------------ \| -------- \| \| C \| 57° 42′ S, 14° 12′ O / 57.7°S,14.2°O \| 21 km \| \| D \| 58° 48′ S, 12° 24′ O / 58.8°S,12.4°O \| 28 km \| \| E \| 51° 30′ S, 12° 36′ O / 51.5°S,12.6°O \| 16 km \| \| F \| 55° 24′ S, 21° 54′ O / 55.4°S,21.9°O \| 7 km \| \| G \| 52° 00′ S, 13° 54′ O / 52.0°S,13.9°O \| 17 km \| \| H \| 51° 54′ S, 15° 48′ O / 51.9°S,15.8°O \| 34 km \| \| J \| 58° 06′ S, 18° 06′ O / 58.1°S,18.1°O \| 12 km \| \| K \| 60° 24′ S, 19° 48′ O / 60.4°S,19.8°O \| 20 km \| \| L \| 58° 42′ S, 21° 12′ O / 58.7°S,21.2°O \| 24 km \| \| M \| 54° 48′ S, 11° 54′ O / 54.8°S,11.9°O \| 44 km \| \| N \| 57° 30′ S, 16° 30′ O / 57.5°S,16.5°O \| 13 km \| \| O \| 56° 48′ S, 16° 24′ O / 56.8°S,16.4°O \| 4 km \| \| P \| 57° 00′ S, 7° 42′ O / 57.0°S,7.7°O \| 10 km \| \| R \| 53° 06′ S, 15° 24′ O / 53.1°S,15.4°O \| 7 km \| \| T \| 60° 24′ S, 14° 54′ O / 60.4°S,14.9°O \| 9 km \| \| W \| 55° 48′ S, 16° 00′ O / 55.8°S,16.0°O \| 6 km \| \| X \| 60° 00′ S, 17° 36′ O / 60.0°S,17.6°O \| 7 km \| \| Y \| 57° 48′ S, 16° 00′ O / 57.8°S,16.0°O \| 7 km \| |          |
| Clavius | Coordenades | Diàmetre |
| C       | 57° 42′ S, 14° 12′ O / 57.7°S,14.2°O | 21 km    |
| D       | 58° 48′ S, 12° 24′ O / 58.8°S,12.4°O | 28 km    |
| E       | 51° 30′ S, 12° 36′ O / 51.5°S,12.6°O | 16 km    |
| F       | 55° 24′ S, 21° 54′ O / 55.4°S,21.9°O | 7 km     |
| G       | 52° 00′ S, 13° 54′ O / 52.0°S,13.9°O | 17 km    |
| H       | 51° 54′ S, 15° 48′ O / 51.9°S,15.8°O | 34 km    |
| J       | 58° 06′ S, 18° 06′ O / 58.1°S,18.1°O | 12 km    |
| K       | 60° 24′ S, 19° 48′ O / 60.4°S,19.8°O | 20 km    |
| L       | 58° 42′ S, 21° 12′ O / 58.7°S,21.2°O | 24 km    |
| M       | 54° 48′ S, 11° 54′ O / 54.8°S,11.9°O | 44 km    |
| N       | 57° 30′ S, 16° 30′ O / 57.5°S,16.5°O | 13 km    |
| O       | 56° 48′ S, 16° 24′ O / 56.8°S,16.4°O | 4 km     |
| P       | 57° 00′ S, 7° 42′ O / 57.0°S,7.7°O | 10 km    |
| R       | 53° 06′ S, 15° 24′ O / 53.1°S,15.4°O | 7 km     |
| T       | 60° 24′ S, 14° 54′ O / 60.4°S,14.9°O | 9 km     |
| W       | 55° 48′ S, 16° 00′ O / 55.8°S,16.0°O | 6 km     |
| X       | 60° 00′ S, 17° 36′ O / 60.0°S,17.6°O | 7 km     |
| Y       | 57° 48′ S, 16° 00′ O / 57.8°S,16.0°O | 7 km     |